# Ширлі Темпл (напій)
Ширлі Темпл (англ. Shirley Temple) — це безалкогольний змішаний напій, який традиційно готують з імбирним елем та краплі гренадину, і прикрашають вишнею мараскино. Сучасні рецепти Ширлі Темпл можуть замінити лимонно-лаймову содову або лимонад, а іноді й апельсиновий сік, частково або повністю. Ширлі Темпл часто подають як альтернативу алкогольним коктейлям, як і подібні йому Рой Роджерс і Арнольд Палмер. У деяких регіонах Середнього Заходу Сполучених Штатів його називають Дитячий коктейль (англ. Kiddie Cocktail), оскільки його часто подають дітям.

## Походження
Можливо, коктейль був винайдений барменом ресторану Chasen's у Західному Голлівуді, Каліфорнія, для обслуговування тоді ще неповнолітньої актриси, а згодом дипломата Ширлі Темпл. Проте висувалися й інші твердження щодо його походження. Сама Темпл не була прихильницею цього напою, як вона сказала Скотту Саймону в інтерв’ю NPR у 1986 році:
|  | Солодкий, бридкий сахариновий напій? Так, ну... він був створений, ймовірно, в середині 1930-х років рестораном Браун Дербі в Голлівуді, і я не мала до цього жодного відношення. Але в усьому світі це так подають. Люди думають, що це смішно. Я його ненавиджу. Занадто солодкий! Оригінальний текст (англ.) The saccharine sweet, icky drink? Yes, well... those were created in the probably middle 1930s by the Brown Derby Restaurant in Hollywood and I had nothing to do with it. But, all over the world, I am served that. People think it's funny. I hate them. Too sweet! |

У 1988 році Темпл подала позов, щоб запобігти продажу бутильованої версії газованої води під її ім'ям.

## З алкоголем
Додавання 1,5 рідких унцій США (44 мл) горілки або рому дає «Брудну Ширлі» (англ. Dirty Shirley). Якщо використовується темний ром, він створює напій, названий «Ширлі Темпл Блек» (англ. Shirley Temple Black) на честь її прізвища в шлюбі.

## Дивись також
- Queen Mary, пивний коктейль з гренадином і вишнею мараскино.